# أماندا وارن
أماندا وارن (بالإنجليزية: Amanda Warren)‏ هي ممثلة أمريكية، ولدت في 17 يوليو 1982 في كوكيل في الولايات المتحدة.

## أعمال

### أفلام
- ثلاث لوحات خارج إيبينغ، ميزوري[5]

## وصلات خارجية
- أماندا وارن على موقع IMDb (الإنجليزية)
- أماندا وارن على موقع قاعدة بيانات الفيلم (الإنجليزية)